# Louis de Pointe du Lac
(Descrizione di Louis)
Louis de Pointe du Lac è un personaggio immaginario delle Cronache dei vampiri di Anne Rice. Appare per la prima volta in Intervista col vampiro, quando, disperato per la morte del fratello, accetta di essere trasformato in vampiro da Lestat de Lioncourt. Louis appare successivamente in quasi tutti gli altri romanzi della saga.
È descritto come un vampiro dalla pelle candida e levigata, alto e snello, con capelli neri ed occhi verdi. Nel film Intervista col vampiro viene interpretato dall'attore Brad Pitt mentre nella serie TV Intervista col vampiro è interpretato da Jacob Anderson.

## Intervista col vampiro
La prima apparizione di questo personaggio è nel primo libro delle Cronache, come narratore, quando decide di raccontare tutta la propria vita a Daniel Malloy, un giornalista del XX secolo.
Da umano era il proprietario di una vasta piantagione, Pointe du Lac, e il maggiore della famiglia dopo la morte del padre. L'incrollabile fede del fratello minore, che Louis aveva sempre assecondato convinto che si trattasse di un sentimento sano, lo conduce sull'orlo della follia, asserendo di avere delle visioni religiose e intimando a Louis di vendere tutti i loro possedimenti per tornare in Francia. Davanti al rifiuto di Louis, il ragazzo muore cadendo da una scala mentre si trovava in una sorta di trance. L'episodio sconvolge Louis, che si ritiene responsabile dell'intera tragedia della vita del fratello, e lo fa cadere in una profonda depressione. Desiderando costantemente la morte ma incapace di suicidarsi, inizia a giocare d'azzardo e dare feste e balli dove partecipano anche assassini e criminali, determinato a porre fine alla sua vita.
Chi accoglie il suo "invito" è però Lestat, un vampiro. Quest'ultimo gli offre l'immortalità in cambio di un posto per sé e per il padre cieco nella piantagione e promettendogli di divenire il suo maestro e la sua guida. Louis accetta, ma il suo comportamento, una volta trasformato, è assai differente da quello di Lestat: continua ad avere una passione viscerale per l'arte, che considera qualcosa in grado di avvicinarlo ai mortali come nient'altro, acquista un grande rispetto per la vita umana e per lungo tempo si rifiuta di uccidere altri uomini, tentando di sopravvivere col sangue degli animali e sentendosi disperatamente solo.
Lui e Lestat vivono in una relativa pace per quattro anni, al termine dei quali il padre di quest'ultimo muore e sono costretti a scappare in città, a New Orleans, a causa degli schiavi: dopo aver sospettato per molto che il padrone e Lestat non fossero umani e che Lestat fosse l'autore di orribili delitti nella piantagione, ne hanno la conferma e si ribellano mettendoli in serio pericolo.
Entrambi tentano di adattarsi alla loro nuova convivenza a Rue Royale, in un sontuoso palazzo, ma la sete di Louis si fa insopportabile, finché, sul punto di lasciare Lestat, finisce per succhiare il sangue ad una bambina orfana, Claudia, fino a portarla sulla soglia della morte. Lestat la vampirizza per salvarla (e per impedire a Louis di andarsene) e fa di lei la loro figlia. Claudia scopre un gusto per uccidere simile a Lestat e un amore per l'arte affine a Louis, e rimangono insieme per sessantacinque anni.
In questo periodo, Louis stesso è cambiato: uccide le sue vittime in fretta in modo da evitargli una lenta agonia—non a caso Lestat gli dà il soprannome di "Morte Misericordiosa", "Merciful Death" nell'originale—e il suo sentimento di spasmodica nostalgia per la vita umana si è di parecchio affievolito, permettendogli di trovare una parvenza di stabilità.
Nondimeno, nel momento in cui Claudia comincia a trovare insostenibile la sua esistenza di donna intrappolata nel corpo di una bambina e decide di porre fine all'arroganza di Lestat assassinandolo, lui la segue immediatamente in Europa, alla ricerca di altri vampiri come loro. Si sono quasi arresi una volta capitati a Parigi (luogo che su Louis ha sempre esercitato un discreto fascino, essendo la madre di New Orleans), quando sono i loro simili a trovare loro: entrano in contatto con una comunità di vampiri-attori guidata da Armand, un vampiro di quattrocento anni con l'aspetto di un diciassettenne dalla straordinaria bellezza. Louis ne subisce il fascino, trovando in Armand il maestro che Lestat non è mai stato per lui, ma Claudia sente minacciata sia la propria incolumità che l'amore di Louis verso di lei.
La situazione già di per sé in bilico sfocia in tragedia quando Lestat, ancora vivo, si presenta al Teatro dei Vampiri rivelando di essere stato sul punto di morire per mano di Claudia. Lei viene esposta alla luce solare e uccisa, mentre Louis è salvato da Armand.
Reso cieco dalla brama di vendetta per la figlia-amante perduta, Louis perde la ragione e incendia il Teatro, condannando i vampiri a morte. Riprende i suoi vagabondaggi in giro per il mondo, stavolta con Armand al suo fianco e senza una meta né prospettive precise, fin quando torna a New Orleans, che malgrado tutto continua a considerare casa sua.
Lì incontra di nuovo Lestat, ormai ridotto ad un relitto: non riesce a cacciare niente a parte topi e gatti, né ad accettare i cambiamenti del XX secolo, e ben presto viene abbandonato dal vampiro con cui convive. Louis è impietosito dalla sua condizione disperata, ma capisce che, se tornerà con lui, tornerà anche alla depressione e alla solitudine della sua vita di un tempo, così lo lascia. Perfino Armand, rendendosi conto di non poter fare altro per Louis, si allontana.
A questo punto di Intervista col Vampiro il giornalista chiede di poter ricevere l'immortalità per poter guardare il mondo con i medesimi occhi di Louis; quest'ultimo sente di aver commesso un ulteriore fallimento, perché non è riuscito a fargli comprendere la follia e l'alienazione a cui sarebbe condannato se scegliesse quella non-vita.

## Scelti dalle Tenebre
In questo libro Louis compare poco; è presente solo nel finale, quando incontra Lestat dopo quasi mezzo secolo di distanza. Alla luce delle rivelazioni di Lestat nella sua autobiografia, il personaggio di Louis appare ridimensionato: ha frainteso e mentito, ponendo in una luce negativa quello che in fondo era anche il suo amante. Ma la dolcezza con cui si riavvicina a lui, il suo pentimento e il suo desiderio di stargli di nuovo vicino sono così potenti che Lestat non può continuare ad essere arrabbiato e riesce a perdonarlo.
Inoltre, scopriamo che Louis ha esercitato fascino su Lestat anche perché aveva molti tratti in comune con Nicolas de Lenfent, il primo amore di Lestat: il suo cinismo, la sua autodistruttività, la sua passione per l'arte e la capacità disperata di credere e non credere al contempo. Cosicché anche la figura di Louis si arricchisce di particolari nuovi, nuovi termini di paragone, pur rimanendo marginale per buona parte di Scelti dalle Tenebre.